# Zions Bank Stadium
Le Zions Bank Stadium est un stade de soccer et rugby à XV de 5 000 places situé à Herriman, dans l'Utah aux États-Unis.

## Histoire
Le stade est inauguré en 2018. Il est situé dans un grand complexe de 132 acre servant de centre d'entraînement au Real Salt Lake, franchise de MLS. S'y entraînent aussi les Real Monarchs. Le complexe comprend 10 terrains, dont 2 réservés à la municipalité d'Herriman ainsi qu'aux écoles locales. Le stade est nommé Zions Bank à la suite d'un naming avec une institution bancaire locale.
Le stade accueille les matchs à domicile des Real Monarchs et de l'équipe de rugby à XV les Warriors de l'Utah. Il est inauguré en 2018 par une rencontre opposant les Real Monarchs aux Lights de Las Vegas.